# 奧克瓦利 (新澤西州)
奧克瓦利（英語：Oak Valley）是位於美國新澤西州格洛斯特縣的普查規定居民點。

## 人口
根據2020年美國人口普查的數據，奧克瓦利的面積為1.81平方千米，皆為陸地。當地共有人口3497人，而人口密度為每平方千米1,932.04人。